# Gare de Froberville - Yport
La gare de Froberville - Yport est une gare ferroviaire, fermée, de la ligne des Ifs à Étretat, située sur le territoire de la commune de Froberville, dans le département de la Seine-Maritime en région Normandie.

## Situation ferroviaire
Établie à 98 mètres d'altitude, la gare de Froberville - Yport était située au point kilométrique (PK) 220,0 de la ligne des Ifs à Étretat, entre les gares des Ifs et des Loges - Vaucottes-sur-Mer.
Elle disposait de deux voies et de deux quais ; les voies ferrées, bien qu'à l'abandon, subsistent de nos jours.

## Histoire
La ligne des Ifs à Étretat a été déclarée d'intérêt public le 17 août 1885, sous la forme d'un embranchement se détachant en gare des Ifs de la ligne de Bréauté - Beuzeville à Fécamp ; elle a été mise en service le 22 juin 1895, la gare de Froberville - Yport ouvrit à cette occasion ; elle fut établie à proximité du bourg de Froberville, et à trois kilomètres de la station balnéaire de Yport. Le trafic voyageurs fut interrompu le 30 juin 1951, les trains étant remplacés par des autobus. Le trafic marchandises perdura jusqu'au 3 avril 1972. La ligne est déclassée le 20 septembre 1995.

## Patrimoine ferroviaire
Le bâtiment voyageurs d'origine est toujours présent. Réaffectée, il a été transformé en logement privé.